# هانز بيتر كريغل
هانز بيتر كريغل (بالإنجليزية: Hans-Peter Kriegel)‏ (من مواليد 1 أكتوبر 1948، ألمانيا) وهو عالم حاسوب ألماني وأستاذ في جامعة لودفيغ ماكسيميليان في ميونخ وقيادي في مجموعة نظم وقواعد البيانات في قسم علوم الكمبيوتر.
أهم مساهماته هي فهرس قاعدة بيانات R * -tree، X-tree و IQ-Tree (تحليل عنقودي)، وخوارزميات تحليل الكتلة DBSCAN، OPTICS و SUBCLU وطريقة اكتشاف الشذوذ (LOF).
في عام 2009، تم تعيين هانز بيتر كريغل في جمعية آلات الحوسبة «زميل» وكان ذلك من أحد أعلى أعلى مراتبه. وقد تم تكريمه على وجه الخصوص لمساهماته في «اكتشاف المعرفة والتنقيب في البيانات، والبحث عن التشابه، وإدارة البيانات المكانية، وطرق الوصول إلى البيانات عالية الأبعاد».
حصل على جائزة IEEE ICDM للأبحاث لعام 2013 عن بحثه حول خوارزمية استخراج البيانات مثل DBSCAN و OPTICS و Local Outlier Factor وعمله على بيانات التعدين ذات الأبعاد العالية.
كما مُنح جائزة ACM SIGKDD للابتكار لعام 2015 لمساهماته في تعدين البيانات في التجميع، والكشف المبكر، وتحليل البيانات عالية الأبعاد. كما حصل على جائزة ACM SIGKDD لعام 2014.
وهو أكثر الباحثين المستقبليين في قواعد البيانات وتعدين البيانات.
وتركز أبحاثه الحالية حول تجميع الارتباط وفهرسة البيانات وتحليلها والتنقيب في البيانات المكانية وإدارتها وكذلك في قواعد البيانات.
تُنشر مجموعته البحثية إطارًا من برمجيات جافا وهو برنامج مصمم للبحث الموازي لبنى الفهرس وخوارزميات استخراج البيانات وتفاعلها، مثل خوارزميات التعدين المحسنة للبيانات المستندة إلى قواعد البيانات الفهارس.

## وصلات خارجية
- Database Systems Group of Hans-Peter Kriegel
- Publications in the الببليوغرافيا الرقمية ومشروع المكتبة
- Publications in جوجل سكولار